# Kavaklı, Çukurca
Kavaklı là một xã thuộc huyện Çukurca, tỉnh Hakkâri, Thổ Nhĩ Kỳ.